# Сарай-Чекурча (посёлок железнодорожного разъезда)
Сарай-Чекурча — опустевший железнодорожный разъезд в Арском районе Татарстана. Входит в состав Среднекорсинского сельского поселения.

## География
Находится в северо-западной части Татарстана на расстоянии приблизительно 8 км на восток по прямой от районного центра города Арск у железнодорожной линии Казань-Агрыз.

## Население
Постоянных жителей не было как в 2002 году, так и в 2010.